# Tsugi no Ashiato
Albums de AKB48
1830m
(2012) Koko ga Rhodes da, Koko de tobe!
(2015)
Singles
1. Manatsu no Sounds good!
Sortie : 23 mai 2012
2. Gingham Check
Sortie : 29 août 2012
3. UZA
Sortie : 31 octobre 2012
4. Eien Pressure
Sortie : 5 décembre 2012
5. So long !
Sortie : 20 février 2013
6. Sayonara Crawl
Sortie : 22 mai 2013
7. Koi Suru Fortune Cookie
Sortie : 21 août 2013

Tsugi no Ashiato (次の足跡, trad. : « Les prochaines empreintes ») est le cinquième album studio et troisième original du groupe féminin japonais AKB48, sorti le 22 janvier 2014,
Dès le 6 février 2014, il devient le deuxième album du groupe à s'être vendu au total d'un million de exemplaires au Japon pour la deuxième fois consécutive.

## Détails de l'album
Il s'agit du deuxième double-album du groupe, après 1830m sorti en août 2012.
L'opus sort le 22 janvier 2014 sous le label King Records, au Japon, disponible en plusieurs éditions :  Édition régulière et limitée écrites Type A, édition Type B et une édition spéciale vendue qu'au théâtre du groupe (Theatre Edition).
Pour l'édition régulière, le CD1 comporte les sept singles sortis auparavant de 2012 à 2013 : Manatsu no Sounds good!, Gingham Check, UZA, Eien Pressure, Sayonara Crawl et Koi Suru Fortune Cookie. Il comporte également des chansons inédites interprétés par la Team Kenkyuusei du groupe (équipes de stagiaires) et certaines chansons faces B des singles. Ce disque est disponible en type A et B avec les mêmes titres.
Les singles Heart Ereki et Suzukake no Ki no Michi (...) sortis en octobre 2013 et novembre 2013 n'ont pas été retenus dans cet album mais sur le prochain Koko ga Rhodes da, Koko de tobe! qui sortira en janvier 2015.
Le CD2 contient les types A et B mais chacun de ces types a une liste de titres différente. Le CD ne comprend que des faces B des singles et des chansons inédites chantées par les équipes du groupe, l'équipe de stagiaires ou encore des membres de n'importe quel "groupe 48" sélectionnés.
Enfin pour l'édition limitée, l'album contient un DVD en supplément comprenant un petit documentaire montrant des membres du groupe lors d'un événement spécial (en concert).
Les groupes sœurs d'AKB48 dont SKE48, NMB48 et HKT48 ont également participé à quasiment toutes les chansons de l'album, tout comme sur les deux albums originaux précédents Koko ni Ita Koto en 2011 et 1830m en 2012. Et c'est la première fois que HKT48 participe réellement à un album d'un de ses groupes-sœurs.
Les sept singles et leurs faces B ont été aussi interprétés par et avec des membres célèbres, alors actuellement gradués du groupe comme Tomomi Itano, Mariko Shinoda, Sayaka Akimoto, Tomomi Kasai ou encore Atsuko Maeda, l'un des membres les plus populaires du groupe ainsi que d'autres idoles. Par conséquent, ces membres ne sont pas crédités dans l'album.

## Apparition des membres populaires gradués
Les membres gradués apparaissent sur les singles et leurs faces B.
- Atsuko Maeda (ex-membre de la Team A): Manatsu no Sounds good!, Gingham Check.
- Tomomi Kasai (ex-membre de la Team A) : Manatsu no Sounds good!, Gingham Check, UZA, Eien Pressure, So long !.
- Sayaka Akimoto (ex-membre de la Team K) : Manatsu no Sounds good!, Gingham Check, UZA, Eien Pressure, So long !, Sayonara Crawl,  Koi Suru Fortune Cookie.
- Tomomi Itano (ex-membre de la Team K) : Manatsu no Sounds good!, Gingham Check, UZA, Eien Pressure, So long !, Sayonara Crawl,  Koi Suru Fortune Cookie.
- Mariko Shinoda (ex-membre et capitaine de la Team A) : Manatsu no Sounds good!, Gingham Check, UZA, Eien Pressure, So long !, Sayonara Crawl,  Koi Suru Fortune Cookie.

## Listes des titres
| 1.  | Koi Suru Fortune Cookie (恋するフォーチュンクッキー) | 33e single major                                     | 4:46 |
| 2.  | Love Shugyō (Love修行)                               | Team Kenkyuusei                                      |      |
| 3.  | Sayonara Crawl (さよならクロール)                    | 32e single major                                     | 4:56 |
| 4.  | Tsuyoi Hana (強い花)                                 | Team Kenkyuusei                                      |      |
| 5.  | Ano Hi no Fuurin (あの日の風鈴)                      | chanson face-B du 27e single major (édition théâtre) |      |
| 6.  | Eien Pressure (永遠プレッシャー)                     | 29e single major                                     |      |
| 7.  | Aozora Café (青空カフェ)                             | chanson face B du 33e single major                   |      |
| 8.  | UZA                                                  | 28e single major                                     |      |
| 9.  | Kimi no Tame ni Boku wa… (君のために僕は…)           |                                                      |      |
| 10. | Watachitachi no Reason (私たちのReason)              | chanson face B du 29e single major (édition théâtre) |      |
| 11. | So Long !                                            | 31e single major                                     |      |
| 12. | Gingham Check (ギンガムチェック)                     | 27e single major                                     |      |
| 13. | Manatsu no Sounds good! (真夏のSounds Good !)        | 26e single major                                     | 4:35 |
| 14. | Otona e no Michi (大人への道)                        | Team Kenkyuusei                                      |      |

| 1.  | After Rain                                                 | |  |
| 2.  | Gugutasu no Sora (ぐぐたすの空)                            | |  |
| 3.  | Boy Hunt no Houhou Oshiemasu (ボーイハントの方法 教えます) | Yuria Kizaki, Rino Sashihara, Haruka Shimazaki, Fuuko Yagura                                                                           |  |
| 4.  | JJ ni Karitamono (JJに借りたもの)                          | Ayaka Umeda, Rie Kitahara, Asuka Kuramochi, Minami Takahashi, Akane Takayanagi, Nana Yamada                                            |  |
| 5.  | Shower no Ato Dakara (シャワーの後だから)                  | Yuki Kashiwagi, Haruna Kojima, Rena Matsui                                                                                             |  |
| 6.  | 10 Krone to Pan (10クローネとパン)                         | Haruka Kodama, Reina Fujie, Nao Furuhata, Sayaka Yamamoto, Yui Yokoyama                                                                |  |
| 7.  | Kakushin ga Moterumono (確信がもてるもの)                  | Team A |  |
| 8.  | Team Zaka (チーム坂)                                       | Team 4 |  |
| 9.  | Tsuyosa to Yowasa no Aida de (強さと弱さの間で)            | |  |
| 10. | Boku wa Ganbaru (僕は頑張る)                               | Anna Iriyama, Rina Kawaei, Minami Takahashi, Yui Yokoyama, Mayu Watanabe, Yuko Oshima, Yuki Kashiwagi, Haruna Kojima, Haruka Shimazaki |  |
| 11. | Eien Yori Tsuzuku Yō ni (永遠より続くように)               | chanson face B du 29e single major |  |

| 1.  | Smile Kamikakushi (スマイル神隠し)          | Tentoumu Chu!                                                                                                |  |
| 2.  | Taningyōgi na Sunset Beach (他人行儀な)     | Aika Ota, Akari Suda, Suzuran Yamauchi, Miyuki Watanabe                                                      |  |
| 3.  | Haste to Waste (ハステとワステ)             | Anna Iriyama, Rena Kato, Rina Kawaei, Jurina Matsui (chanson face B de l'édition Type B du 32e single major) |  |
| 4.  | Watashi Leaf (わたしリーフ)                 | Miori Ichikawa, Mina Oba, Kanon Kimoto, Sakura Miyawaki, Nako Yabuki, Shu Yabushita, Mayu Watanabe           |  |
| 5.  | Stoic na Bigaku (Stoicな美学)               | |  |
| 6.  | Ponkotsu Blues (ぽんこつブルース)           | |  |
| 7.  | Ichi ni no San (イチニノサン)               | Yuko Oshima, Aki Takajo, Mariya Nagao, Airi Furukawa, Minami Minegishi                                       |  |
| 8.  | Kyōhansha (共犯者)                          | Team K |  |
| 9.  | Dōki (動機)                                 | Haruka Shimazaki en solo                                                                                     |  |
| 10. | Kanashiki Kinkyori Renai (悲しき近距離恋愛) | Team B |  |
| 11. | Yume no Kawa (夢の河)                       | chanson face B du 27e single major                                                                           |  |

| 1. | AKB48 Group Members Air Handshake Event (AKB48グループメンバー エア握手会) |  |

## Les membres sélectionnés dans certaines chansons
After rain
- Team A : Minami Takahashi, Yui Yokoyama, Mayu Watanabe
- Team K : Yuko Oshima, Rie Kitahara
- Team B : Yuki Kashiwagi, Haruna Kojima, Haruka Shimazaki
- Team 4 : Minami Minegishi
- SKE48 Team S / AKB48 Team K : Jurina Matsui
- SKE48 Team S : Anna Ishida
- NMB48 Team N / AKB48 Team B : Miyuki Watanabe
- NMB48 Team N : Riho Kotani
- HKT48 Team H : Aika Ota, Rino Sashihara
- JKT48 Team J / AKB48 Team B : Aki Takajo
- JKT48 Team J : Haruka Nakagawa
- SNH48 Team SII / AKB48 Team A : Mariya Suzuki
- SNH48 Team SII : Sae Miyazawa
- Membres gradués (non créditées) : Tomomi Itano, Mariko Shinoda

Tsuyosa to Yowasa no Aida de
(Centre: Sayaka Akimoto)
- Team K : Yuko Oshima, Kana Kobayashi
- Team B : Ayaka Umeda
- SNH48 Team SII: Sae Miyazawa
- Membres gradués (non créditées) : Sayaka Akimoto, Megumi Ohori, Tomomi Kasai, Kayo Noro, Yuka Masuda, Natsumi Matsubara

Note = Cette chanson a célébré la graduation de Sayaka Akimoto d'AKB48 en août 2013.
Smile Kamikakushi
- Artistes: Tentoumu Chu! (てんとうむChu！)
- Team 4: Nana Okada, Mako Kojima, Miki Nishino
- SKE48 Kenkyuusei : Ryoha Kitagawa
- NMB48 Kenkyuusei : Nagisa Shibuya
- HKT48 Kenkyuusei : Meru Tashima, Mio Tomonaga

Ponkotsu Blues
- Team A : Anna Iriyama, Rina Kawaei, Juri Takahashi
- Team K : Maria Abe, Haruka Shimada, Mariya Nagao
- Team B : Rena Kato, Haruka Shimazaki, Miyu Takeuchi, Suzuran Yamauchi
- AKB48 Team B / SKE48 Team KII: Mina Oba
- AKB48 Team B / NMB48 Team N: Miori Ichikawa
- SKE48 Team S / AKB48 Team K : Jurina Matsui
- SKE48 Team S : Yuria Kizaki
- SKE48 Team E : Kanon Kimoto
- HKT48 Team H : Anna Murashige

## Classement à l'Oricon
| Date de sortie  | Oricon Albums Chart | Position | Premières ventes (copies) |
| --------------- | ------------------- | -------- | ------------------------- |
| 22 janvier 2014 | Weekly Chart        | 1        | 961,531                   |